# YTN 정오뉴스
《YTN 정오뉴스》는 대한민국 YTN에서 매일 낮 12시에 방송되었던 YTN의 낮 뉴스 프로그램이다. 2000년 1월 1일부터 2000년 12월 31일까지 방영되었다.

## 타이틀 변천사
| 역대 | 타이틀       | 방송 기간                       |
| ---- | ------------ | ------------------------------- |
| 1기  | YTN 정오뉴스 | 2000년 1월 1일~2000년 12월 31일 |

## 경쟁 프로그램
- KBS 뉴스 12
- MBC 12시 뉴스
- SBS 12 뉴스
- EBS 10시 뉴스